# Стадіон імені Юрія Скиданова
Стадіон імені Скиданова (колишній «Хімік») — футбольний стадіон у Слов'янську, розташований у східній частині центру міста поблизу перетину вулиці Світлодарської та Валківської.

## Назва
Наразі стадіон носить назву стадіон ім. Юрія Скиданова. Саме Юрій Скиданов стояв біля витоків футбольного клубу «Словхліб», зробив футбол у Слов’янську таким, яким він запам’ятався багатьом. На його честь у 2017 році стадіон і назвали.

## Історія

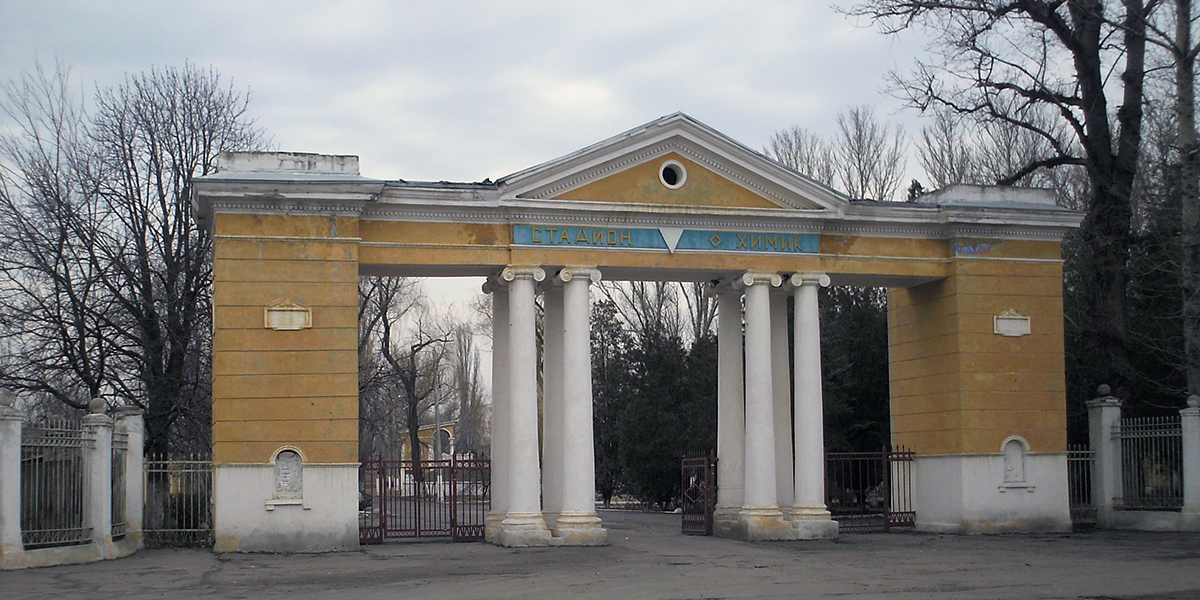
Вхід на стадіон до реконструкції

### Заснування
У 1953 році був побудований стадіон «Хімік». На той час тут проводили не лише спортивні, але і культурні заходи міста. Нерідко туди приїжджали виступати різні відомі артисти.

### За радянських часів
У 1969 році у газеті «Комуніст» писали про те, що стадіон «Хімік» президія Федерації футболу Донецької області оголосила «Кращим стадіоном області 1968 року».
Тут проводився чемпіонат заводу «Хімпром» по футболу. 16 цехів — 16 команд. На заводі була своя футбольна команда — «Хімік». Вона брала участь в Чемпіонаті України і області.

### Сучасність

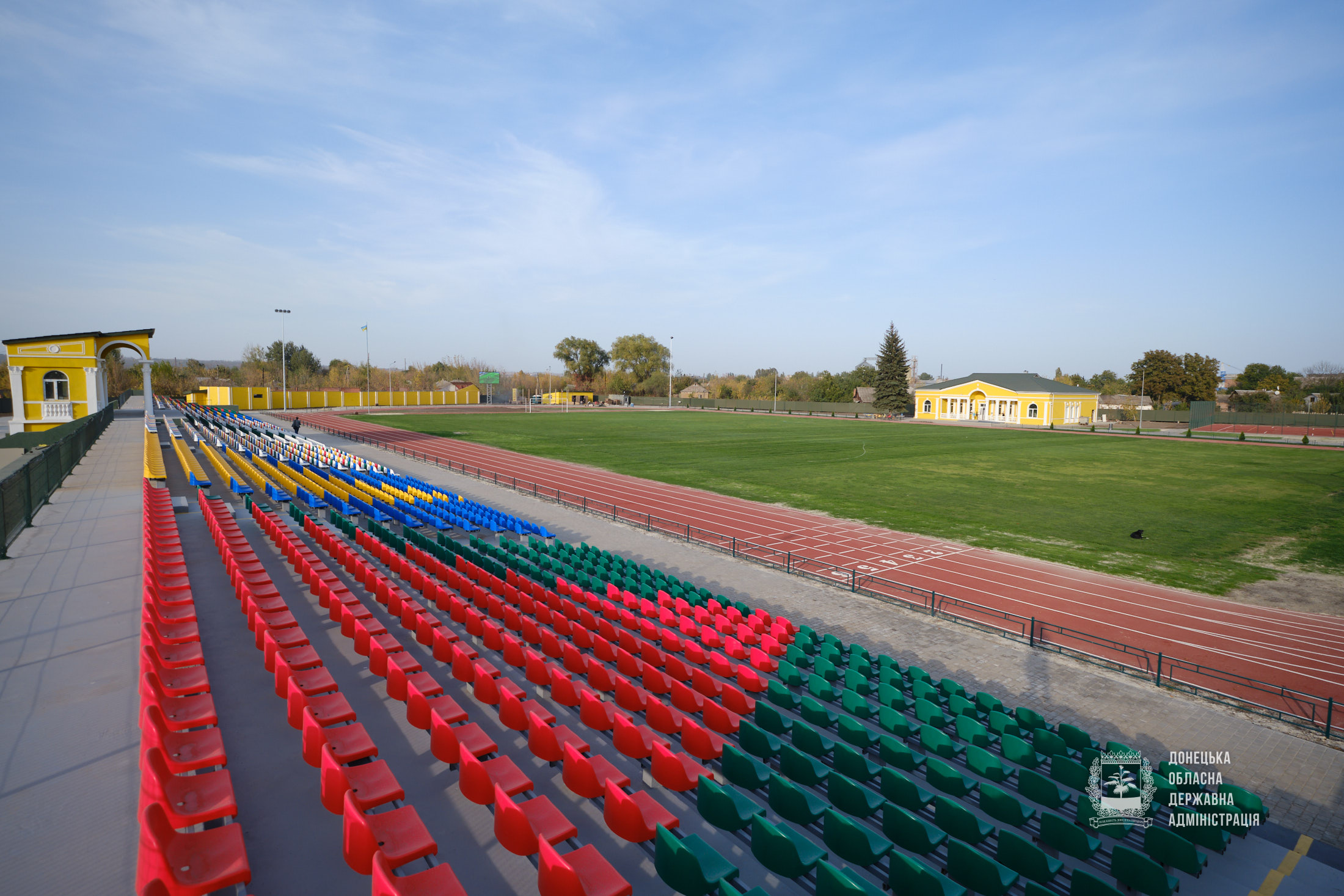
Стадіон після реконструкції

У 1999 році в Слов'янську був заснований футбольний клуб «Словхліб». Команда виступала на достатньо серйозному рівні як для команди маленького містечка. У 2004 році стала срібним призером чемпіонату України серед аматорів, в 2009 завоювала бронзу.
У 2012 році керівництво ФК «Словхліб» розпустив основний склад своєї команди, але тренери продовжили роботу з дітьми та юнаками.
У 2017 році було оголошено про перейменування стадіону «Хімік» на стадіон ім. Юрія Скіданова. У 2020 проведено масштабну реконструкцію.